# بلک‌ولز میلز (نیوجرسی)
بلک‌ولز میلز (به انگلیسی: Blackwells Mills) یک منطقهٔ مسکونی در ایالات متحده آمریکا است که در Franklin Township واقع شده‌است. بلک‌ولز میلز ۳٫۳۵۶ کیلومتر مربع مساحت و ۸۰۳ نفر جمعیت دارد و ۲۷ متر بالاتر از سطح دریا واقع شده‌است.